# Ángel Greco
Ángel Greco (Buenos Aires, 9 de marzo de 1893 – Ib., 4 de octubre de 1938 ) fue un músico, letrista, guitarrista y compositor argentino dedicado al género del tango.

## Biografía
Nació en el barrio de San Telmo y sus padres fueron Genaro Greco y Victoria Santo y Ángel fue el menor de los 8 hijos del matrimonio. Su hermano Vicente, apodado Garrote, escribió tangos muy difundidos como Ojos negros, Racing Club y Rodríguez Peña.
Se inició en el espectáculo en el circo con José Podestá y luego se desempeñó como cantor criollo y guitarrista en el teatro. Formó dúo con Ignacio Riverol, un cantor uruguayo primo de Ángel Domingo Riverol y también con Francisco Martino durante la década de 1910. Trabajó en locales de Argentina y de Uruguay y en 1915 intervino en la película sin sonido Nobleza gaucha 
En la década de 1930 sus contrapuntos como payador con Antonio Caggiano tuvieron gran audiencia por Radio del Pueblo.
Hacia 1915 compuso su primer tango,  La ventosa  al que siguieron tangos y canciones camperas. Escribía solo o en colaboración con artistas de la talla de Ismael Aguilar, Humberto Canaro, Juan Andrés Caruso, José De Cicco, Juan Bautista Guido,  Salvador Junnissi, Francisco Martino y José Sebastián Tallón.
Carlos Gardel grabó de sus obras: Hacete tonadillera (1923), Cartitas perfumadas (tango milonga, con Caruso),  Sanjuanina de mi amor y Mi pañuelo bordao (escritas con Martino), El canto de la selva, Chinita linda  y  Naipe marcado (1933).
Algunas de sus otras obras que se recuerdan Milonga del bien perdido  (con letra de Dante A. Linyera), Pobre madrecita (con Caruso) y ¿Dónde vamos a parar?, entre otras.
Falleció en Buenos Aires el 4 de octubre de 1938. 